# Procleomenes cabigasi
Procleomenes cabigasi là một loài bọ cánh cứng trong họ Cerambycidae.